# Julie Rowe
Julie Rowe là một tác giả và đồng cốt tự xưng. Bà tự nhận mình có trải nghiệm cận tử vào năm 2004, đồng thời còn tuyên bố sở hữu khả năng thấu thị có liên quan đến các sự kiện ngày tận thế.
Năm 2020, Rowe trở thành tâm điểm truyền thông do có mối quan hệ trong quá khứ với người bạn cũ kiêm nhà xuất bản tên là Chad Daybell từng bị cảnh sát bắt giam vì liên quan đến cái chết của Tylee Ryan và J.J. Vallow.
Hệ thống Giáo dục của Giáo hội LDS đã xếp cuốn sách A Greater Tomorrow (Ngày mai tươi sáng hơn) của Rowe vào danh sách tài liệu giả mạo được lưu hành cho giới giáo viên các lớp giáo lý trung học và các Học viện Giáo lý Tôn giáo dành cho lứa tuổi đại học. Bản danh sách này nêu lên nhận xét: 
"Dù Rowe là một thành viên tích cực của Giáo hội Các Thánh hữu Ngày sau của Chúa Giêsu Kitô, nhưng cuốn sách này của cô không được Giáo hội chứng thực và không nên được giới thiệu cho học sinh hoặc sử dụng làm tài liệu giảng dạy. Trải nghiệm mà cô ấy chia sẻ là trải nghiệm cá nhân của riêng cô ấy và không nhất thiết phản ánh giáo lý của Giáo hội".
Tháng 4 năm 2019, Rowe đã bị Giáo hội các Thánh hữu Ngày sau của Chúa Giêsu Kytô rút phép thông công.

## Ấn phẩm
- A Greater Tomorrow (2014)
- The Time is Now (2014)
- From Tragedy to Destiny (2016)
- New Revolution:A Vision of America's Future (2020)